# Литвиненко, Владимир Иванович
Литвиненко Владимир Иванович (1 января 1938, Тарасовка, Великописаревский район, современная Сумская область — 12 ноября 2011, Кременчуг) — советский и украинский деятель медицинской области, заслуженный врач Украины, с 30 декабря 1997 года — почетный гражданин Кременчуга.
Награжден орденом «Знак почета» — в 1982, медалями «За освоение целинных земель» — 1964, «Ветеран труда» — 1986, почетными грамотами государственной власти и Минздрава Украины.
Происходит из семьи служащих. В 1954 году окончил среднюю школу, поступил в институт. В 1960 году окончил лечебный факультет Харьковского медицинского института как врач-педиатр.
По комсомольской путевке отправился на целину, до 1964 года работал там как врач-хирург, впоследствии главный врач.
В 1964 году зачислен в спецординатуру Харьковского медицинского института на кафедру факультативной хирургии. По окончании ординатуры Полтавским облздравотделом направлен в Кременчуг.
В 1966—1970 годах работал хирургом 2-й городской больницы Кременчуга.
С октября 1970 по 2011 год возглавлял Кременчугский медицинский колледж.

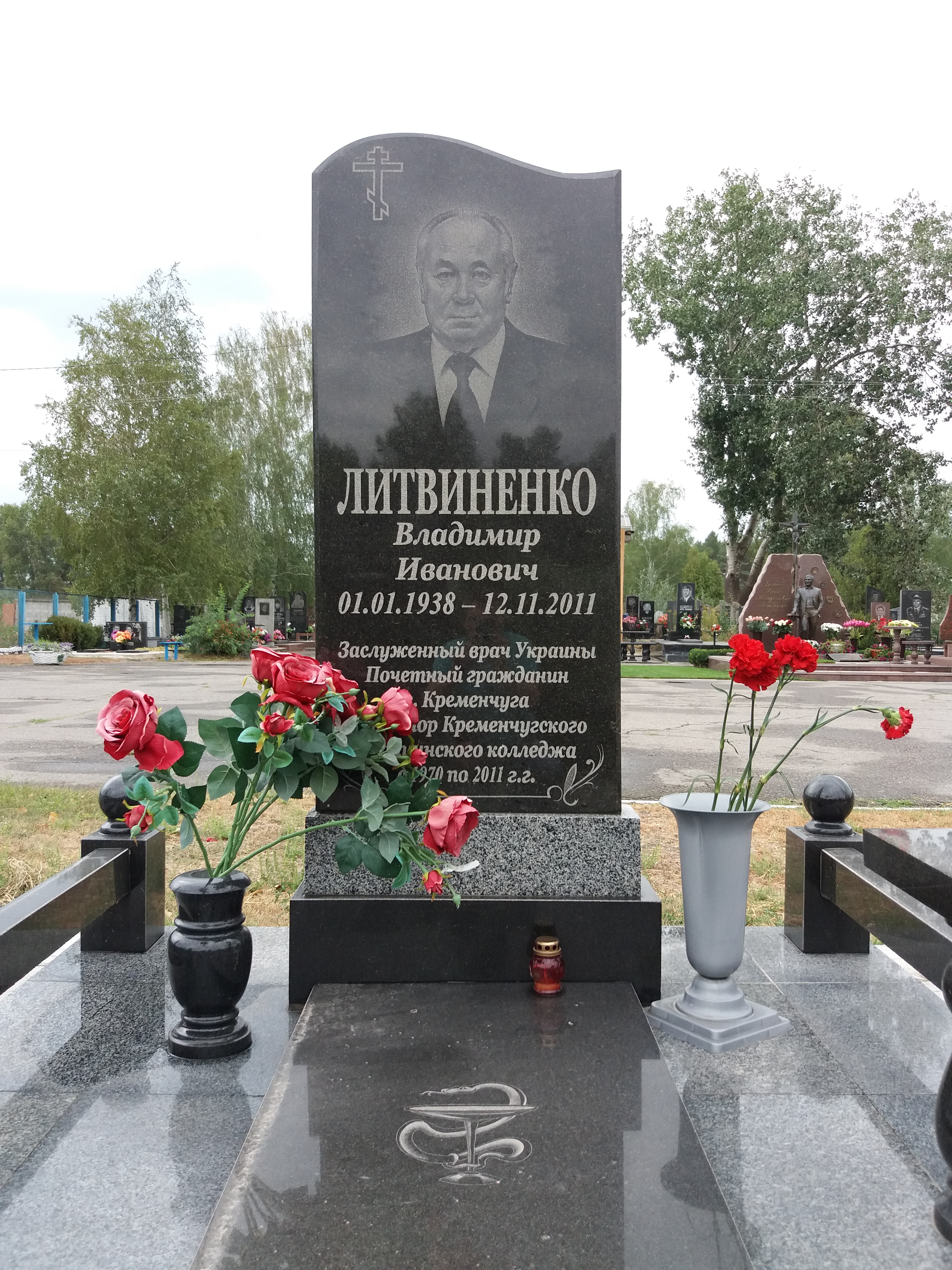
Могила В. И. Литвиненко на Новогородском кладбище

В 1996 году получил высшую квалификационную категорию врача-хирурга. В 2000 году получил высшую квалификационную категорию по профилю «Организация и управление охраной здоровья».
В 1997 году Кременчугский городской совет присвоил ему звание Почетного гражданина Кременчуга — «за заслуги в деле подготовки квалифицированных кадров для медицинских учреждений города и области».
Умер Владимир Иванович Литвиненко 12 ноября 2011 года. Похоронен на Новогородском кладбище Кременчуга.
8 ноября 2012 в Кременчугском медицинском колледже открыли мемориальную доску его памяти.